# Neubrück
Neubrück is een gehucht in Crombach, deelgemeente van de stad Sankt Vith in de Belgische provincie Luik.
Het gehucht ligt 2,5 kilometer ten zuidoosten van het dorpscentrum van Crombach, en vier kilometer ten zuidwesten van het stadscentrum van Sankt Vith. Neubrück ligt aan het riviertje de Braunlauf, waarin hier de Moderbach uitmondt.

## Geschiedenis
Op de Ferrariskaart uit de jaren 1770 is hier nog geen bewoning te zien, maar is wel een brug over de Braunlauf aangeduid als Neu Bruck.
Op het eind van het ancien régime, toen tijdens de Franse bezetting eind 18de eeuw de gemeenten werden gecreëerd, werd het gehucht ondergebracht in de gemeente Crombach. Na de Franse bezetting ging het gebied naar Pruisen.
Op Pruisische kaarten uit de tweede helft van de 19de eeuw is hier reeds een gehucht Neubrück te zien, en is ook een watermolen op de Braunlauf aangeduid.
Na de Eerste Wereldoorlog werd de plaats met de Oostkantons bij België aangehecht.
Bij de gemeentelijke fusies van 1977 kwam Neubrück met Crombach  bij de gemeente Sankt Vith.
De oude watermolen Neubrück Mühle, verviel in de loop van de 20ste eeuw en het gebouw werd in de jaren 10 van de 21ste eeuw gesloopt.

## Verkeer en vervoer
Door Neubrück loopt de N62/E421 tussen Sankt Vith en de grens met het Groothertogdom Luxemburg.
Deelgemeenten: Crombach · Lommersweiler · Recht · Sankt Vith · Schönberg

Overige kernen: Alfersteg · Amelscheid · Andler · Atzerath · Breitfeld · Eiterbach · Emmels (Nieder-Emmels · Ober-Emmels) · Galhausen · Heuem · Hinderhausen · Hünningen · Mackenbach · Neidingen · Neubrück · Neundorf ·  Rödgen · Rodt · Schlierbach · Setz · Steinebrück · Wallerode · Weppeler · Wiesenbach

Belgische gemeenten · Duitstalige Gemeenschap · Arrondissement Verviers · Luik · Wallonië